# Magnus Westergaard
Magnus Westergaard (født 27. maj 1998) er en dansk fodboldspiller, der spiller for engelske Wycombe Wanderers F.C.. 

## Ungdom
Magnus Westergaard begyndte sin karriere i Lyngby BK.

## Hvidovre
I sæsonen 2020-2021 var Magnus Westergaard udlejet fra Lyngby til Hvidovre IF.

## Viborg FF
Den 30. januar 2023 kunne Viborg FF bekræfte at de havde frikøbt Magnus Westergaard fra hans kontrakt i Lyngby BK med øjeblikkelig virkning. Oprindeligt var det meningen at han først skulle have skiftet klub i sommeren 2023. Til stor ærgrelse for Lyngby BK blev det ikke til nogen forlængelse. 